# 신용운
신용운(申龍雲, 1983년 9월 8일 ~ )은 전 KBO 리그 삼성 라이온즈의 투수이다.

## KIA 타이거즈 시절
전주고등학교를 졸업하고 2002년 2차 1순위 지명을 받아 KIA에 입단했으며 2003년에는 119이닝 11승 3패 11홀드 4세이브 방어율 3.63을 기록하며 불펜의 핵으로 자리잡기 시작했다.

## 경찰 야구단 시절
2007년에 입단하였다.

## KIA 타이거즈 복귀
2009년에 복귀했지만 팔꿈치 부상으로 2010년에는 재활군에 머물렀다. 2011년 4경기에만 등판하고 부상으로 다시 재활군으로 내려가 팔꿈치 수술을 받고 시즌을 접었다. 2011년 11월 22일 국내 처음으로 실시된 2차 드래프트를 통해 삼성 라이온즈로 이적하게 되었다.

## 삼성 라이온즈 시절
2차 드래프트 직후 당시 감독이었던 류중일이 STC에서 재활을 지시하여 2012년에는 등판하지 않고 철저히 재활에 몰두한 뒤 이듬해 1군에 복귀했다. 그리고 2013년 5월 12일 포항 KIA전에서 타선의 도움으로 이적 후 2007년 이래로 2,011일 만에 친정 팀을 상대로 구원승을 따 냈다. 2013년 시즌 후 데뷔 첫 한국시리즈에 출전하였다. 2017년 5월 9일에 이상훈과 함께 방출되었다.

## 출신 학교
- 전주진북초등학교
- 전주동중학교
- 전주고등학교